# Argentinië op de Olympische Zomerspelen 1960
Argentinië nam deel aan de Olympische Zomerspelen 1960 in Rome, Italië. Net als vier jaar eerder werd er één zilveren en één bronzen medaille gewonnen.

## Medailles
| Sport  | Olympiër                                                | Onderdeel        | Medaille |
| ------ | ------------------------------------------------------- | ---------------- | -------- |
| Zeilen | Jorge Salas Chavez Héctor Calegaris Jorge del Río Sálas | drakenklasse (m) | Zilver   |
| Boksen | Abel Laudonio                                           | -60kg (m)        | Brons    |

## Resultaten per onderdeel

### Atletiek
| Olympiër         | Discipline            | Resultaat | Prestatie         |
| ---------------- | --------------------- | --------- | ----------------- |
| Gumersindo Gómez | marathon (m)          | 15e       | 2:23.00,0         |
| Walter Lemos     | marathon (m)          | 50e       | 2:36.55,0         |
| Osvaldo Suárez   | marathon (m)          | 9e        | 2:21.26,6         |
| Guillermo Weller | 50km snelwandelen (m) | DSQ       | gediskwalificeerd |

### Boksen
| Olympiër           | Discipline  | Resultaat | Prestatie |
| ------------------ | ----------- | --------- | --- |
| Miguel Angel Botta | -51kg (m)   | 5e        | 1e ronde: vrij 2e ronde: W van PHI Macalalad: 3-2 3e ronde: W van IRI Illkhanouf kwartfinale: V van HUN Török: 0-5                                            |
| Carlos Cañete      | -54kg (m)   | 17e       | 1e ronde: vrij 2e ronde: V van JPN Haga: 0-5 |
| Carlos Aro         | -57kg (m)   | 9e        | 1e ronde: W van HUN Baranyai: 5-0 2e ronde: V van URS Nikanorov: 0-5                                                                                          |
| Abel Laudonio      | -60kg (m)   | Brons     | 1e ronde: vrij 2e ronde: W van TCH Töre: 5-0 3e ronde: W van NOR Næss: knock-out kwartfinale: W van URS Barannikov: 5-0 halve finale: V van ITA Lopopolo: 2-3 |
| Luis Aranda        | -63,5kg (m) | 9e        | 1e ronde: vrij 2e ronde: W van MEX Reyes: 4-1 3e ronde: V van ITA Brandi: 1-4                                                                                 |
| Aurelio González   | -67kg (m)   | 17e       | 1e ronde: vrij 2e ronde: V van BUL Mitsev: 1-4 |
| Celedonio Lima     | -71kg (m)   | 5e        | 1e ronde: vrij 2e ronde: W van CAN Alleyne: knock-out kwartfinale: V van USA McClure: 2-3                                                                     |
| Rodolfo Loza       | -75kg (m)   | 17e       | 1e ronde: V van CHI Lucas: 2-3 |
| Rafael Gargiulo    | -81kg (m)   | 5e        | 1e ronde: vrij 2e ronde: W van BRA Leite: knock-out kwartfinale: V van ITA Saraudi: 2-3                                                                       |
| Eduardo Corletti   | +81kg (m)   | 9e        | 1e ronde: vrij 2e ronde: V van YUG Sretenović: knock-out 1-4                                                                                                  |

### Moderne vijfkamp
| Olympiër                               | Discipline | Resultaat | Prestatie |
| -------------------------------------- | ---------- | --------- | --- |
| Raúl Bauza                             | mannen     | 40e       | paardensport: 6e in 8.15,2 (1135 punten) schermen: 24e met 31 overwinningen (724 punten) schietsport: 55e met 163 punten (360 punten) zwemmen: 13e in 4.08,08 (970 punten) atletiek: 49e in 16.37,0 (709 punten) totaal: 3888 punten |
| Luis Ribera                            | mannen     | 13e       | paardensport: 3e in 8.09,0 (1153 punten) schermen: 17e met 33 overwinningen (770 punten) schietsport: 8e met 189 punten (880 punten) zwemmen: 15e in 4.09,9 (955 punten) atletiek: 38e in 15.45,0 (865 punten) totaal: 4623 punten   |
| Carlos Stricker                        | mannen     | 36e       | paardensport: 15e in 8.33,0 (1081 punten) schermen: 51e met 19 overwinningen (448 punten) schietsport: 39e met 180 punten (700 punten) zwemmen: 7e in 4.05,1 (975 punten) atletiek: 45e in 16.01,2 (817 punten) totaal: 4021 punten  |
| Raúl Bauza Luis Ribera Carlos Stricker | team (m)   | 10e       | paardensport: 3e met 3369 punten schermen: 10e met 1804 punten schietsport: 14e met 1940 punten zwemmen: 3e met 2890 punten atletiek: 14e met 2391 punten totaal: 12394 punten                                                       |

### Paardensport
| Olympiër                                                            | Discipline   | Resultaat | Prestatie |
| Dressuur                                                            | Dressuur     | Dressuur  | Dressuur |
| ------------------------------------------------------------------- | ------------ | --------- | --- |
| Jorge Cavoti                                                        | Indiviudieel | 15e       | 828 punten: (293-247-288) |
| Eventing                                                            |              |           | |
| César Madelón                                                       | Indiviudieel | 29e       | dressuur: 36e met 130,50 strafpunten crosscountry: 35e met 174,80 strafpunten springconcours: 10e met 2 strafpunten totaal: 307,30 strafpunten |
| Carlos Moratorio                                                    | Indiviudieel | DNF       | dressuur: 55e met 143,01 strafpunten |
| Fernando Urdapilleta                                                | Indiviudieel | DNF       | dressuur: 22e met 116,01 strafpunten |
| Ignacio Verdura                                                     | Indiviudieel | DNF       | dressuur: 16e met 103,50 strafpunten |
| César Madelón Carlos Moratorio Fernando Urdapilleta Ignacio Verdura | team         | DNF       | dressuur: 9e met 350,01 strafpunten |
| Springconcours                                                      |              |           | |
| Naldo Dasso                                                         | Indiviudieel | 7e        | 1e ronde: 4 strafpunten 2e ronde: 24 strafpunten totaal: 28 strafpunten                                                                        |
| Carlos D'Elia                                                       | Indiviudieel | 13e       | 1e ronde: 16 strafpunten 2e ronde: 20 strafpunten totaal: 36 strafpunten                                                                       |
| Ernesto Hartfopf                                                    | Indiviudieel | 19e       | 1e ronde: 19,25 strafpunten 2e ronde: 24,25 strafpunten totaal: 43,50 strafpunten                                                              |
| Naldo Dasso Carlos D'Elia Jorge Lucardi                             | team         | DNF       | - |

### Roeien
| Olympiër                                                     | Discipline      | Resultaat | Prestatie                                                                          |
| ------------------------------------------------------------ | --------------- | --------- | ---------------------------------------------------------------------------------- |
| Pablo Ferrero Ricardo González                               | twee-zonder (m) | 10e       | serie 2: 2e in 7.17,70 herkansingen 2: 2e in 7.28,84 halve finale 2: 6e in 7.48,48 |
| Osvaldo Cavagnaro Mario Maire Jorge Somlay                   | twee-met (m)    | 10e       | serie 2: 4e in 8.02,36 herkansingen 1: 3e in 7.59,33                               |
| Juan Huber Héctor Moni Angel Pontarolo Vicente Vansteenkiste | vier-zonder (m) | 15e       | serie 3: 5e in 6.52,35 herkansingen 2: 4e in 6.56,35                               |

### Schermen
| Olympiër                                                  | Discipline     | Resultaat | Prestatie |
| --------------------------------------------------------- | -------------- | --------- | --- |
| Alberto Balestrini                                        | degen (m)      | 28e       | 1e ronde Groep 9: 1e W van URS Kostava: 5-3 W van FIN Wiik: 5-2 W van LIB Ramadan: 5-2 W van MEX Roldan: 5-4 W van IND Soeratman: 5-1 W van ESP Díez: 5-4 2e ronde Groep 2: 5e V van HUN Sákovics: 3-5 V van ITA Pellegrino: 1-5 V van POL Glos: 3-5 V van BEL Achten: 3-5 W van NZL Pickworth: 5-1 |
| Raúl Martínez                                             | degen (m)      | 39e       | 1e ronde Groep 3: 4e V van JPN Tabuchi: 4-5 V van ITA Pellegrino: 1-5 V van USA Micahnik: 2-5 W van IRL Carpenter: 5-1 W van SUI Polledri: 5-2 W van MAR Sebti: 5-1 |
| Juan Larrea                                               | sabel (m)      | 41e       | 1e ronde Groep 5: 4e V van URS Ryl'skijk: 2-5 V van ROU Rohony: 1-5 W van GBR Leckie: 5-2 V van MEX Fajardo: 2-5 W van COL Duque: 5-0 |
| Daniel Sande                                              | sabel (m)      | 39e       | 1e ronde Groep 6: 3e V van HUN Horváth: 1-5 W van ESP Martínez: 5-4 W van JPN Fujimaki: 5-2 W van POR Marquilhas: 5-2 2e ronde Groep 5: 5e V van HUN Kárpáti: 1-5 V van ITA Ferrari: 3-5 V van URU Goliardi: 3-5 V van EUA Wöhler: 3-5 W van GBR Leckie: 5-3                                        |
| Gustavo Vassallo                                          | sabel (m)      | 43e       | 1e ronde Groep 7: 4e V van URS Tyšler: 1-5 V van EUA Köstner: 1-5 W van YUG Vasin: 5-4 V van DEN Frey: 4-5 W van TUN Annabi: 5-2 1e ronde barrage: 2e V van YUG Vasin: 4-5 W van TUN |
| Juan Larrea Rafael González Daniel Sande Gustavo Vassallo | sabel team (m) | 9e        | 1e ronde Groep 3: 2e V van Sovjet-Unie: 1-9 2e ronde: V van Duits eenheidsteam: 4-9 |

### Schietsport
| Olympiër                | Discipline                  | Resultaat | Prestatie                                                                                     |
| ----------------------- | --------------------------- | --------- | --------------------------------------------------------------------------------------------- |
| Jorge di Giandoménico   | 50m geweer 3 houdingen (m)  | 33e       | kwalificatie Groep 1: 19e met 543 punten (193-178-172) finale: 1107 punten (386-370-351)      |
| Pedro Armella           | 50m geweer 3 houdingen (m)  | 34e       | kwalificatie Groep 2: 13e met 554 punten (198-182-174) finale: 1106 punten (388-380-336)      |
| Jorge di Giandoménico   | 300m geweer 3 houdingen (m) | 22e       | kwalificatie Groep 1: 10e met 548 punten (192-184-174) finale: 1088 punten (375-358-355)      |
| Pedro Armella           | 300m geweer 3 houdingen (m) | 25e       | kwalificatie Groep 2: 10e met 548 punten (191-187-170) finale: 1078 punten (376-357-345)      |
| Melchor López           | 50m geweer liggend (m)      | 55e       | kwalificatie Groep 2: 28e met 379 punten (95-93-94-97)                                        |
| Cirilo Nassiff          | 50m geweer liggend (m)      | 40e       | kwalificatie Groep 1: 26e met 380 punten (95-94-95-96) finale: 573 punten (95-96-95-95-95-97) |
| Oscar Cervo             | 25m snelvuurpistool (m)     | 32e       | 567 punten: (279-288)                                                                         |
| Juan Gindre             | trap (m)                    | -         | -                                                                                             |
| Juan Ángel Martini, Sr. | trap (m)                    | -         | -                                                                                             |

### Schoonspringen
| Olympiër           | Discipline   | Resultaat | Prestatie                       |
| ------------------ | ------------ | --------- | ------------------------------- |
| Cristina Hardekopf | 3m plank (v) | 18e       | voorronde: 18e met 41,87 punten |

### Turnen
| Olympiër      | Discipline               | Resultaat | Prestatie |
| ------------- | ------------------------ | --------- | --- |
| Juan Caviglia | meerkamp individueel (m) | 116e      | vloer: 17,35 punten sprong: 16,30 punten paard met bogen: 14,50 punten ringen: 15,40 punten brug: 14,10 punten rekstok: 16,50 punten totaal: 94,15 punten |
| Juan Caviglia | vloer (m)                | 92e       | 17,35 punten |
| Juan Caviglia | paard met bogen (m)      | 114e      | 16,30 punten |
| Juan Caviglia | ringen (m)               | 119e      | 15,40 punten |
| Juan Caviglia | sprong (m)               | 117e      | 16,30 punten |
| Juan Caviglia | brug (m)                 | 122e      | 14,10 punten |
| Juan Caviglia | rekstok (m)              | 104e      | 16,50 punten |

### Voetbal
| Olympiër | Discipline | Resultaat | Prestatie                                                                |
| --- | ---------- | --------- | ------------------------------------------------------------------------ |
| Marwell Periotti Carlos Saldías Juan Carlos Stauskas Salvador Ginel Roberto Blanco Pedro de Ciancio José Díaz Carlos Grudiña Julio Mattos Carlos Bilardo Hugo Zarich Alberto Rendo Domingo Lejona Mario Desiderio Juan Carlos Oleniak Raúl Adolfo Pérez Roberto Bonnano Guillermo Lorenzo | mannen     | 7e        | groepsfase: 2e V van Denemarken: 2-3 W van Tunesië: 2-1 W van Polen: 2-0 |

| Groep C |            |             |             |             |             |            |            |            |        |
| #       | Land       | Wedstrijden | Wedstrijden | Wedstrijden | Wedstrijden | Doelpunten | Doelpunten | Doelpunten | Punten |
| #       | Land       | G           | W           | G           | V           | V          | T          | Saldo      | Punten |
| 1       | Denemarken | 3           | 3           | 0           | 0           | 8          | 4          | +4         | 6      |
| 2       | Argentinië | 3           | 2           | 0           | 1           | 6          | 4          | +2         | 4      |
| 3       | Polen      | 3           | 1           | 0           | 2           | 7          | 5          | +2         | 2      |
| 4       | Tunesië    | 3           | 0           | 0           | 3           | 3          | 11         | −8         | 1      |

| Ronde       | Datum | Lokale tijd | MEZT | Plaats     | Land | Score      | Land |
| ----------- | ----- | ----------- | ---- | ---------- | ---- | ---------- | ---- |
| Groepsfase  |       |             |      |            |      |            |      |
| 26 augustus | 12:00 | 12:00       | Rome | Denemarken | 3-2  | Argentinië |      |
| 29 augustus | 12:00 | 12:00       | Rome | Argentinië | 2-1  | Tunesië    |      |
| 1 september | 12:00 | 12:00       | Rome | Argentinië | 2-0  | Polen      |      |

### Waterpolo
| Olympiër                                                                                               | Discipline | Resultaat | Prestatie                                                                                 |
| --- | ---------- | --------- | ----------------------------------------------------------------------------------------- |
| Diego Wolff Jorge Lucey Alfredo Carnovali Roberto Fischer Pedro Consuegra Ernesto Parga Osvaldo Codaro | mannen     | 11e       | groepsfase: 3e G tegen Brazilië: 2-2 V van Sovjet-Unie: 7-4 V van Duits eenheidsteam: 5-1 |

| Groep 2 |                    |             |             |             |             |            |            |            |        |
| #       | Land               | Wedstrijden | Wedstrijden | Wedstrijden | Wedstrijden | Doelpunten | Doelpunten | Doelpunten | Punten |
| #       | Land               | G           | W           | G           | V           | V          | T          | Saldo      | Punten |
| 1       | Sovjet-Unie        | 3           | 3           | 0           | 0           | 20         | 10         | +10        | 6      |
| 2       | Duits eenheidsteam | 3           | 2           | 0           | 1           | 15         | 9          | +6         | 4      |
| 3       | Argentinië         | 3           | 0           | 1           | 2           | 7          | 14         | −7         | 1      |
| 4       | Brazilië           | 3           | 0           | 1           | 2           | 7          | 16         | −9         | 1      |

| Ronde       | Datum | Lokale tijd | MEZT | Plaats             | Land | Score      | Land |
| ----------- | ----- | ----------- | ---- | ------------------ | ---- | ---------- | ---- |
| Groepsfase  |       |             |      |                    |      |            |      |
| 25 augustus | 21:30 | 21:30       | Rome | Argentinië         | 2-2  | Brazilië   |      |
| 27 augustus | 10:00 | 10:00       | Rome | Sovjet-Unie        | 7-4  | Argentinië |      |
| 29 augustus | 23:15 | 23:15       | Rome | Duits eenheidsteam | 5-1  | Argentinië |      |

### Wielersport
| Olympiër                                                   | Discipline               | Resultaat | Prestatie                             |
| Baan                                                       | Baan                     | Baan      | Baan                                  |
| ---------------------------------------------------------- | ------------------------ | --------- | ------------------------------------- |
| Héctor Acosta Juan Brotto Ernesto Contreras Alberto Trillo | ploegenachtervolging (m) | 5e        | 1e ronde: 4.44,4 kwartfinale: 4.38,17 |
| Weg                                                        |                          |           |                                       |
| Ricardo Senn                                               | wegwedstrijd (m)         | 44e       | 4:21.38                               |
| Federico Cortés Gabriel Niell Ricardo Senn Pedro Simionato | ploegentijdrit (m)       | 12e       | 2:24.13,7                             |

### Worstelen
| Olympiër        | Discipline     | Resultaat      | Prestatie                                                                                                 |
| Grieks-Romeins  | Grieks-Romeins | Grieks-Romeins | Grieks-Romeins                                                                                            |
| --------------- | -------------- | -------------- | --- |
| Juan Rolón      | -73kg (m)      | 24e            | 1e ronde: V van AUT Berger: punten 2e ronde: V van YUG Horvat: fall                                       |
| Julio Graffigna | -87kg (m)      | 17e            | 1e ronde: V van ESP Panizo: fall                                                                          |
| Vrije stijl     |                |                | |
| Juan Rolón      | -73kg (m)      | 14e            | 1e ronde: W van AFG Dost: punten 2e ronde: V van PAK Bashir: punten 3e ronde: V van USA Blubaugh: forfait |
| Julio Graffigna | -79kg (m)      | 15e            | 1e ronde: V van TUR Güngör: fall 2e ronde: V van NZL Thomas: punten                                       |

### Zeilen
| Olympiër                                                  | Discipline       | Resultaat | Prestatie                           |
| --------------------------------------------------------- | ---------------- | --------- | ----------------------------------- |
| Ricardo Boneo                                             | finn (m)         | 19e       | 2954 punten: (21-15-9-3-22-DSQ-DNS) |
| Victor H. Fragola Roberto Mieres                          | star (m)         | 17e       | 1747 punten: (17-22-17-23-14-18-18) |
| Jorge Salas Chavez Héctor Calegaris Jorge del Río Sálas   | drakenklasse (m) | Zilver    | 5715 punten: (15-1-2-5-2DSQ-10)     |
| Roberto Sieburger Carlos Sieburger Enrique Sieburger, Jr. | 5,5m (m)         | 4e        | 4402 punten: (9-2-6-2-59-7)         |

### Zwemmen
| Olympiër        | Discipline           | Resultaat | Prestatie                                          |
| --------------- | -------------------- | --------- | -------------------------------------------------- |
| Luis Nicolao    | 100m vrije slag (m)  | 37e       | serie 2: 6e in 1.00,2                              |
| Pedro Diz       | 100m rugslag (m)     | 11e       | serie 5: 2e in 1.04,7 halve finale 2: 6e in 1.05,0 |
| Fernando Fanjul | 200m vlinderslag (m) | 18e       | serie 5: 3e in 2.25,2                              |
| Luis Nicolao    | 200m vlinderslag (m) | 12e       | serie 3: 2e in 2.23,9 halve finale 1: 7e in 2.26,8 |

Afghanistan · Argentinië · Australië · Bahama's · België · Bermuda · Birma · Brazilië · Brits-Guiana · Bulgarije · Canada · Ceylon · Chili · Colombia · Cuba · Denemarken · Duits eenheidsteam · Ethiopië · Fiji · Filipijnen · Finland · Frankrijk · Ghana · Griekenland · Groot-Brittannië · Haïti · Hongarije · Hongkong · Ierland · IJsland · India · Indonesië · Irak · Iran · Israël · Italië · Japan · Joegoslavië · Kenia · Libanon · Liberia · Liechtenstein · Luxemburg · Malakka · Malta · Marokko · Mexico · Monaco · Nederland · Nederlandse Antillen · Nieuw-Zeeland · Nigeria · Noorwegen · Oeganda · Oostenrijk · Pakistan · Panama · Peru · Polen · Portugal · Puerto Rico · Roemenië · San Marino · Singapore · Soedan · Sovjet-Unie · Spanje · Suriname · Taiwan · Thailand · Tsjecho-Slowakije · Tunesië · Turkije · Uruguay · Venezuela · Verenigde Arabische Republiek · Verenigde Staten · Vietnam · West-Indische Federatie · Zuid-Afrika · Zuid-Korea · Zuid-Rhodesië · Zweden · Zwitserland